# El Punt Avui
El Punt Avui ist eine katalanische Tageszeitung, die durch den Zusammenschluss der Tageszeitungen El Punt (Der Punkt) und Avui (Heute) mit Wirkung vom 31. Juli 2011 entstanden ist. Es gibt eine Papier- und eine Online-Ausgabe mit je einer Auflage für Katalonien und einer regionalen für die Comarca (Region) Girona.
Die Zeitung rechnet nach von Juli 2010 bis Juni 2011 reichenden Marktuntersuchungen nach eigenen Angaben mit täglich 295.000 Lesern und hofft auf eine jährliche Steigerungsrate von 6,1 %. Für die elektronische Ausgabe wird mit 640.000 Lesern im Monat gerechnet.
Aufmachung, Inhalt und Design entsprechen denen der Fusionspartner, der tägliche Sportteil ist leicht verändert, das frühere Sport-Supplement erscheint ab 14. August 2011 als unabhängige Tageszeitung. Die Hauptverwaltung und die Redaktion für Girona haben ihren Sitz in der ehemaligen Farinera Teixidor, einem denkmalgeschützten Gebäude vom Architekten Rafael Masó i Valentí.

## Entstehung
Im November 2009 hatte die zur Mediengruppe Hermes Comunicacions gehörende El Punt 100 Prozent der Anteile an Avui erworben, die seit 2004 zum Konzern Corporació Catalana de Comunicació gehörte. Damit war der erste größere Zeitungskonzern in katalanischer Sprache entstanden.
Absicht des Zusammenschlusses zum 31. Juli 2011 zu El Punt Avui war unter anderem, hinter La Vanguardia und El Periódico nach der Auflagenhöhe in Katalonien an die dritte Stelle zu rücken. Ein wesentlicher Grund dürften auch wirtschaftliche Schwierigkeiten betreffend Anzeigenaufkommen und Auflagenhöhe gewesen sein, die zu Personalverringerungen führten.